# Tour de France 1989
| 76. Tour de France 1989 – Endstand |                       |                          |
| Streckenlänge                      | 21 Etappen, 3285,3 km | 21 Etappen, 3285,3 km    |
| Gelbes Trikot                      | Greg LeMond           | 87:38:35 h (37,485 km/h) |
| Zweiter                            | Laurent Fignon        | + 0:08 min               |
| Dritter                            | Pedro Delgado         | + 3:34 min               |
| Vierter                            | Gert-Jan Theunisse    | + 7:30 min               |
| Fünfter                            | Marino Lejarreta      | + 9:39 min               |
| Sechster                           | Charly Mottet         | + 10:06 min              |
| Siebenter                          | Steven Rooks          | + 11:10 min              |
| Achter                             | Raúl Alcalá           | + 14:21 min              |
| Neunter                            | Sean Kelly            | + 18:25 min              |
| Zehnter                            | Robert Millar         | + 18:46 min              |
| Grünes Trikot                      | Sean Kelly            | 277 P.                   |
| Zweiter                            | Etienne De Wilde      | 194 P.                   |
| Dritter                            | Steven Rooks          | 163 P.                   |
| Gepunktetes Trikot                 | Gert-Jan Theunisse    | 441 P.                   |
| Zweiter                            | Pedro Delgado         | 311 P.                   |
| Dritter                            | Steven Rooks          | 257 P.                   |
| Weißes Trikot                      | Fabrice Philipot      | 88:23:19 h               |
| Teamwertung                        | PDM                   | PDM                      |

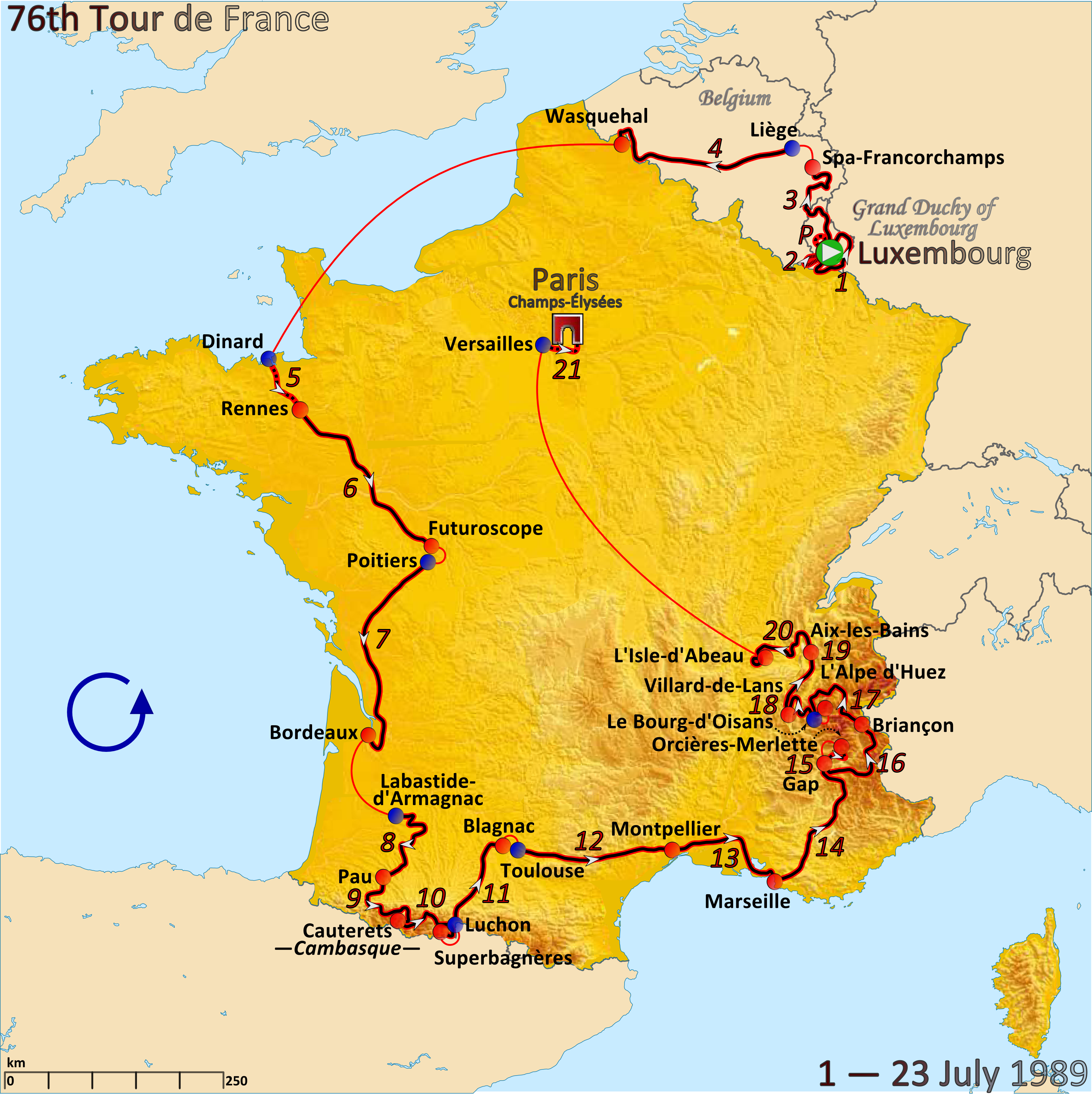
Streckenkarte der Tour de France 1989

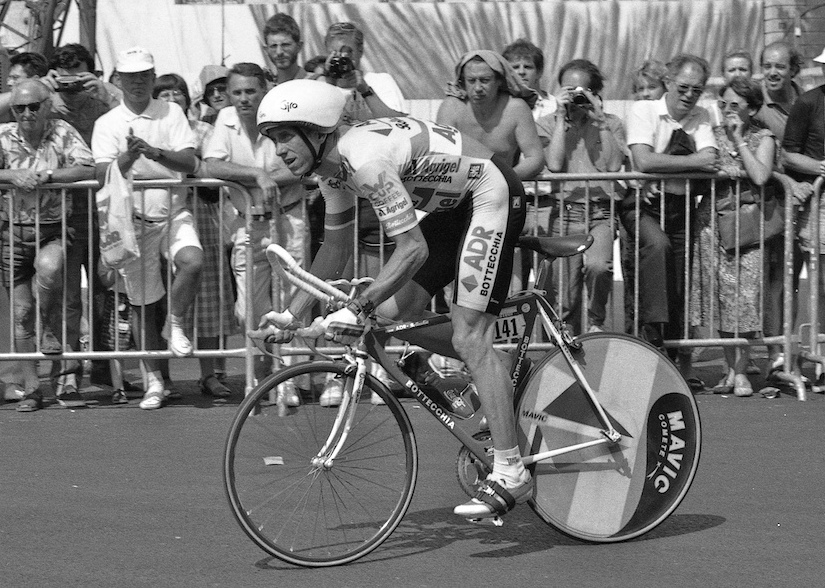
Greg LeMond bei der Tour de France 1989.

Die 76. Tour de France fand vom 1. Juli bis 23. Juli 1989 statt. Sie führte in 21 Etappen über 3285 km und war damit eine der kürzesten Austragungen. Es nahmen 198 Radrennfahrer an dieser Rundfahrt teil, von denen 138 klassifiziert wurden.
Bei dieser Tour gab es die knappste Entscheidung in der Geschichte der Tour. Greg LeMond siegte mit acht Sekunden Vorsprung auf seinen französischen Konkurrenten Laurent Fignon. Vor der letzten Etappe, einem Zeitfahren mit Ziel auf der Pariser Avenue des Champs-Élysées, führte Fignon mit 50 Sekunden Vorsprung. LeMond benutzte einen damals neuartigen aerodynamischen Lenker und einen ebensolchen Helm.

## Rennverlauf
Beim Prolog in Luxemburg verpasste der Titelverteidiger Pedro Delgado seinen Start kurioserweise um mehr als zweieinhalb Minuten. Am Ende der drei Wochen wurde Delgado trotzdem noch Dritter.
Nach der ersten Etappe übernahm Acácio da Silva das Gelbe Trikot vom Prologsieger Erik Breukink und war damit der erste Portugiese in gelb.
Auf der 5. Etappe fuhr LeMond beim Einzelzeitfahren ins Gelbe Trikot des Führenden, Fignon nahm es ihm auf der 10. Etappe ab. Nach der 15. Etappe war für zwei Tage wieder LeMond vorne, ehe Fignon das Trikot auf der 17. Etappe zurückeroberte. Der Abstand betrug zu keinem Zeitpunkt des Rennens mehr als eine Minute.
Der spätere fünfmalige Toursieger Miguel Induráin beendete die Austragung als 17. und konnte eine Etappe gewinnen.

## Etappen
| Etappen    | Tag      | Start – Ziel                        | km         | Etappensieger      | Gelbes Trikot   |
| ---------- | -------- | ----------------------------------- | ---------- | ------------------ | --------------- |
| Prolog     | 1. Juli  | Luxemburg (LUX)                     | 7,8 (EZF)  | Erik Breukink      | Erik Breukink   |
| 1. Etappe  | 2. Juli  | Luxemburg (LUX) – Luxemburg (LUX)   | 135,5      | Acácio da Silva    | Acacio da Silva |
| 2. Etappe  | 2. Juli  | Luxemburg (LUX) – Luxemburg (LUX)   | 46 (MZF)   | Super U            | Acacio da Silva |
| 3. Etappe  | 3. Juli  | Luxemburg (LUX) – Spa (BEL)         | 241        | Raúl Alcalá        | Acacio da Silva |
| 4. Etappe  | 4. Juli  | Lüttich (BEL) – Wasquehal           | 255        | Jelle Nijdam       | Acacio da Silva |
| Ruhetag    |          |                                     |            |                    |                 |
| 5. Etappe  | 6. Juli  | Dinard – Rennes                     | 73 (EZF)   | Greg LeMond        | Greg LeMond     |
| 6. Etappe  | 7. Juli  | Rennes – Futuroscope                | 259        | Joël Pelier        | Greg LeMond     |
| 7. Etappe  | 8. Juli  | Futuroscope – Bordeaux              | 258,5      | Etienne De Wilde   | Greg LeMond     |
| 8. Etappe  | 9. Juli  | Labastide-d’Armagnac – Pau          | 157        | Martin Earley      | Greg LeMond     |
| 9. Etappe  | 10. Juli | Pau – Cauterets                     | 147        | Miguel Induráin    | Greg LeMond     |
| 10. Etappe | 11. Juli | Cauterets – Superbagnères           | 136        | Robert Millar      | Laurent Fignon  |
| 11. Etappe | 12. Juli | Luchon – Blagnac                    | 158,5      | Mathieu Hermans    | Laurent Fignon  |
| 12. Etappe | 13. Juli | Toulouse – Montpellier              | 242        | Valerio Tebaldi    | Laurent Fignon  |
| 13. Etappe | 14. Juli | Montpellier – Marseille             | 179        | Vincent Barteau    | Laurent Fignon  |
| 14. Etappe | 15. Juli | Marseille – Gap                     | 240        | Jelle Nijdam       | Laurent Fignon  |
| 15. Etappe | 16. Juli | Gap – Orcières-Merlette             | 39 (EZF)   | Steven Rooks       | Greg LeMond     |
| Ruhetag    |          |                                     |            |                    |                 |
| 16. Etappe | 18. Juli | Gap – Briançon                      | 175        | Pascal Richard     | Greg LeMond     |
| 17. Etappe | 19. Juli | Briançon – L’Alpe d’Huez            | 165        | Gert-Jan Theunisse | Laurent Fignon  |
| 18. Etappe | 20. Juli | Le Bourg-d’Oisans – Villard-de-Lans | 91,5       | Laurent Fignon     | Laurent Fignon  |
| 19. Etappe | 21. Juli | Villard-de-Lans – Aix-les-Bains     | 125        | Greg LeMond        | Laurent Fignon  |
| 20. Etappe | 22. Juli | Aix-les-Bains – L’Isle-d’Abeau      | 130        | Giovanni Fidanza   | Laurent Fignon  |
| 21. Etappe | 23. Juli | Versailles – Paris                  | 24,5 (EZF) | Greg LeMond        | Greg LeMond     |

## Alle Teams und Fahrer
| Nr. | Land       | Name                  | Platz |
| --- | ---------- | --------------------- | ----- |
| 1   | Spanien    | Pedro Delgado         | 3     |
| 2   | Frankreich | Dominique Arnaud      | 30    |
| 3   | Spanien    | Julián Gorospe        | 62    |
| 4   | Spanien    | Miguel Indurain       | 17    |
| 5   | Spanien    | Javier Lukin          | 56    |
| 6   | Spanien    | Melchor Mauri         | 92    |
| 7   | Kolumbien  | William Palacio       | 25    |
| 8   | Spanien    | Jesús Rodríguez Magro | 33    |
| 9   | Kolumbien  | Abelardo Rondón       | 28    |

| Nr. | Land        | Name               | Platz  |
| --- | ----------- | ------------------ | ------ |
| 11  | Niederlande | Steven Rooks       | 7      |
| 12  | Mexiko      | Raúl Alcalá        | 8      |
| 13  | Belgien     | Rudy Dhaenens      | NA 18. |
| 14  | Niederlande | Johannes Draaijer  | 130    |
| 15  | Irland      | Martin Earley      | 44     |
| 16  | Irland      | Sean Kelly         | 9      |
| 17  | Schweiz     | Jörg Müller        | 29     |
| 18  | Niederlande | Gert-Jan Theunisse | 4      |
| 19  | Niederlande | Marc van Orsouw    | 87     |

| Nr. | Land      | Name                     | Platz  |
| --- | --------- | ------------------------ | ------ |
| 21  | Kolumbien | Fabio Parra              | A 11.  |
| 22  | Spanien   | Iñaki Gastón             | A 10.  |
| 23  | Spanien   | Manuel Guijarro Doménech | ZÜ 2.  |
| 24  | Kolumbien | Omar Hernández           | ZÜ 7.  |
| 25  | Spanien   | Juan Martínez Oliver     | ZÜ 10. |
| 26  | Kolumbien | Pedro Saúl Morales       | A 3.   |
| 27  | Kolumbien | Humberto Parra           | ZÜ 7.  |
| 28  | Kolumbien | Jose Roncancio           | A 11.  |
| 29  | Spanien   | Jaime Vilamajó           | ZÜ 10. |

| Nr. | Land        | Name                 | Platz |
| --- | ----------- | -------------------- | ----- |
| 31  | Kanada      | Steve Bauer          | 15    |
| 32  | Schweiz     | Mauro Gianetti       | 115   |
| 33  | Frankreich  | Jean-Claude Leclercq | 68    |
| 34  | Niederlande | Henri Manders        | 104   |
| 35  | Schweiz     | Pascal Richard       | 23    |
| 36  | Schweiz     | Niki Rüttimann       | A 17. |
| 37  | Niederlande | Peter Stevenhaagen   | 50    |
| 38  | Frankreich  | Frédéric Vichot      | 37    |
| 39  | Australien  | Michael Wilson       | 69    |

| Nr. | Land       | Name                | Platz |
| --- | ---------- | ------------------- | ----- |
| 41  | Frankreich | Laurent Fignon      | 2     |
| 42  | Frankreich | Vincent Barteau     | 97    |
| 43  | Frankreich | Dominique Garde     | 52    |
| 44  | Schweiz    | Heinz Imboden       | A 10. |
| 45  | Frankreich | Christophe Lavainne | 64    |
| 46  | Frankreich | Thierry Marie       | 72    |
| 47  | Danemark   | Bjarne Riis         | 95    |
| 48  | Frankreich | Gérard Rué          | 35    |
| 49  | Frankreich | Pascal Simon        | 13    |

| Nr. | Land       | Name               | Platz  |
| --- | ---------- | ------------------ | ------ |
| 51  | Kolumbien  | Luis Herrera       | 19     |
| 52  | Kolumbien  | Samuel Cabrera     | 49     |
| 53  | Kolumbien  | Julio César Cadena | 76     |
| 54  | Kolumbien  | Alberto Camargo    | 20     |
| 55  | Kolumbien  | Henry Cárdenas     | NA 5.  |
| 56  | Kolumbien  | Martín Ramírez     | A 9.   |
| 57  | Frankreich | Bernard Richard    | 82     |
| 58  | Italien    | Mario Scirea       | ZÜ 10. |
| 59  | Danemark   | Jesper Worre       | 88     |

| Nr. | Land                   | Name                | Platz  |
| --- | ---------------------- | ------------------- | ------ |
| 61  | Frankreich             | Eric Boyer          | NA 13. |
| 62  | Frankreich             | Philippe Casado     | 93     |
| 63  | Frankreich             | Bruno Cornillet     | 14     |
| 64  | Norwegen               | Atle Kvålsvoll      | 46     |
| 65  | Frankreich             | François Lemarchand | 89     |
| 66  | Frankreich             | Philippe Louviot    | 59     |
| 67  | Vereinigtes Konigreich | Robert Millar       | 10     |
| 68  | Frankreich             | Ronan Pensec        | 58     |
| 69  | Frankreich             | Jérôme Simon        | 18     |

| Nr. | Land       | Name                | Platz  |
| --- | ---------- | ------------------- | ------ |
| 71  | Spanien    | Álvaro Pino         | 16     |
| 72  | Spanien    | Francisco Antequera | 111    |
| 73  | Frankreich | Philippe Bouvatier  | ZÜ 7.  |
| 74  | Spanien    | Laudelino Cubino    | A 15.  |
| 75  | Spanien    | Federico Echave     | NA 15. |
| 76  | Spanien    | Anselmo Fuerte      | 26     |
| 77  | Spanien    | Juan Jusdado        | 131    |
| 78  | Spanien    | Javier Murguialday  | 48     |
| 79  | Frankreich | Joël Pelier         | 128    |

| Nr. | Land        | Name                 | Platz  |
| --- | ----------- | -------------------- | ------ |
| 81  | Niederlande | Erik Breukink        | A 13.  |
| 82  | Niederlande | Theo de Rooij        | 125    |
| 83  | Niederlande | Henk Lubberding      | 119    |
| 84  | Belgien     | Guy Nulens           | 55     |
| 85  | Niederlande | John Talen           | ZÜ 10. |
| 86  | Niederlande | Jean-Paul van Poppel | ZÜ 10. |
| 87  | Niederlande | Teun van Vliet       | 124    |
| 88  | Belgien     | Eric Vanderaerden    | ZÜ 10. |
| 89  | Belgien     | Jean-Marie Wampers   | 133    |

| Nr. | Land        | Name               | Platz  |
| --- | ----------- | ------------------ | ------ |
| 91  | Belgien     | Claude Criquielion | 36     |
| 92  | Belgien     | Hendrik Devos      | 193    |
| 93  | Belgien     | Dirk De Wolf       | 66     |
| 94  | Belgien     | Jos Haex           | NA 13. |
| 95  | Belgien     | Patrick Jacobs     | A 19.  |
| 96  | Belgien     | Jozef Lieckens     | ZÜ 10. |
| 97  | Belgien     | Danny Lippens      | A 14.  |
| 98  | Belgien     | Marc Sergeant      | 61     |
| 99  | Niederlande | Jos Van Aert       | A 12.  |

| Nr. | Land                   | Name               | Platz  |
| --- | ---------------------- | ------------------ | ------ |
| 101 | Vereinigte Staaten     | Andrew Hampsten    | 22     |
| 102 | Neuseeland             | Nathan Dahlberg    | A 18.  |
| 103 | Vereinigte Staaten     | Ron Kiefel         | 73     |
| 104 | Vereinigte Staaten     | Roy Knickman       | ZÜ 18. |
| 105 | Norwegen               | Dag Otto Lauritzen | NA 5.  |
| 106 | Vereinigte Staaten     | Jeff Pierce        | 86     |
| 107 | Danemark               | Jens Veggerby      | S 10.  |
| 108 | Vereinigtes Konigreich | Sean Yates         | 45     |
| 109 | Osterreich             | Gerhard Zadrobilek | 60     |

| Nr. | Land        | Name                 | Platz |
| --- | ----------- | -------------------- | ----- |
| 111 | Spanien     | Marino Lejarreta     | 5     |
| 112 | Niederlande | René Beuker          | 135   |
| 113 | Niederlande | Mathieu Hermans      | 138   |
| 114 | Australien  | Stephen Hodge        | 83    |
| 115 | Frankreich  | Roland Le Clerc      | 116   |
| 116 | Spanien     | Jokin Mújika         | 78    |
| 117 | Niederlande | Erwin Nijboer        | A 17. |
| 118 | Belgien     | Ludo Peeters         | 63    |
| 119 | Osterreich  | Helmut Wechselberger | 42    |

| Nr. | Land                                           | Name               | Platz  |
| --- | ---------------------------------------------- | ------------------ | ------ |
| 121 | Schweiz                                        | Urs Zimmermann     | NA 17. |
| 122 | Italien                                        | Guido Bontempi     | A 10.  |
| 123 | Jugoslawien Sozialistische Föderative Republik | Primož Čerin       | 40     |
| 124 | Italien                                        | Claudio Chiappucci | 81     |
| 125 | Portugal                                       | Acácio da Silva    | 84     |
| 126 | Schweiz                                        | Erich Mächler      | 117    |
| 127 | Italien                                        | Walter Magnago     | 134    |
| 128 | Jugoslawien Sozialistische Föderative Republik | Jure Pavlič        | 74     |
| 129 | Italien                                        | Giancarlo Perini   | 102    |

| Nr. | Land       | Name                | Platz |
| --- | ---------- | ------------------- | ----- |
| 131 | Frankreich | Charly Mottet       | 6     |
| 132 | Frankreich | Éric Caritoux       | 12    |
| 133 | Frankreich | Thierry Claveyrolat | A 9.  |
| 134 | Frankreich | Jean-Claude Colotti | 67    |
| 135 | Frankreich | Christian Jourdan   | 118   |
| 136 | Danemark   | Per Pedersen        | 85    |
| 137 | Frankreich | Franck Pineau       | 57    |
| 138 | Frankreich | Gilles Sanders      | 54    |
| 139 | Belgien    | Michel Vermote      | 70    |

| Nr. | Land               | Name             | Platz |
| --- | ------------------ | ---------------- | ----- |
| 141 | Vereinigte Staaten | Greg LeMond      | 1     |
| 142 | Belgien            | Frank Hoste      | S 10. |
| 143 | Norwegen           | Janus Kuum       | S 10. |
| 144 | Niederlande        | Johan Lammerts   | 123   |
| 145 | Belgien            | René Martens     | 91    |
| 146 | Belgien            | Johan Museeuw    | 106   |
| 147 | Belgien            | Eddy Planckaert  | A 18. |
| 148 | Belgien            | Ronny Van Holen  | A 12. |
| 149 | Belgien            | Filip Van Vooren | A 10. |

| Nr. | Land       | Name                 | Platz  |
| --- | ---------- | -------------------- | ------ |
| 151 | Irland     | Stephen Roche        | NA 10. |
| 152 | Frankreich | Laurent Biondi       | 31     |
| 153 | Danemark   | John Carlsen         | 53     |
| 154 | Frankreich | Christian Chaubet    | 79     |
| 155 | Frankreich | Robert Forest        | 75     |
| 156 | Irland     | Paul Kimmage         | A 12.  |
| 157 | Frankreich | Vincent Lavenu       | 65     |
| 158 | Italien    | Francesco Rossignoli | NA 13. |
| 159 | Belgien    | Eddy Schepers        | A 14.  |

| Nr. | Land     | Name             | Platz  |
| --- | -------- | ---------------- | ------ |
| 161 | Belgien  | Luc Roosen       | 27     |
| 162 | Belgien  | Etienne De Wilde | 101    |
| 163 | Belgien  | Herman Frison    | A 14.  |
| 164 | Danemark | Søren Lilholt    | A 12.  |
| 165 | Belgien  | Jan Nevens       | A 6.   |
| 166 | Belgien  | Rudy Patry       | ZÜ 10. |
| 167 | Belgien  | Wilfried Peeters | 105    |
| 168 | Danemark | Brian Holm       | 109    |
| 169 | Belgien  | Rik Van Slycke   | 98     |

| Nr. | Land    | Name             | Platz  |
| --- | ------- | ---------------- | ------ |
| 171 | Italien | Gianni Bugno     | 11     |
| 172 | Italien | Ettore Badolato  | NA 17. |
| 173 | Italien | Giovanni Fidanza | 127    |
| 174 | Italien | Camillo Passera  | 94     |
| 175 | Italien | Valerio Tebaldi  | 122    |
| 176 | Italien | Ennio Vanotti    | 126    |
| 177 | Italien | Alberto Volpi    | NA 13. |
| 178 | Italien | Franco Vona      | A 17.  |
| 179 | Italien | Stefano Zanatta  | A 6.   |

| Nr. | Land                       | Name             | Platz  |
| --- | -------------------------- | ---------------- | ------ |
| 181 | Frankreich                 | Laurent Bezault  | 43     |
| 182 | Frankreich                 | Martial Gayant   | 32     |
| 183 | Deutschland Bundesrepublik | Andreas Kappes   | 96     |
| 184 | Frankreich                 | Philippe Leleu   | 90     |
| 185 | Frankreich                 | Marc Madiot      | 34     |
| 186 | Frankreich                 | Yvon Madiot      | 47     |
| 187 | Frankreich                 | Fabrice Philipot | 24     |
| 188 | Frankreich                 | Pascal Poisson   | 71     |
| 189 | Frankreich                 | Denis Roux       | NA 13. |

| Nr. | Land        | Name               | Platz |
| --- | ----------- | ------------------ | ----- |
| 191 | Niederlande | Adrie van der Poel | A 10. |
| 192 | Schweiz     | Alfred Achermann   | 80    |
| 193 | Belgien     | Carlo Bomans       | 137   |
| 194 | Schweiz     | Beat Breu          | 21    |
| 195 | Belgien     | Michel Dernies     | 108   |
| 196 | Niederlande | Maarten Ducrot     | 39    |
| 197 | Belgien     | Jan Goessens       | 112   |
| 198 | Belgien     | Patrick Robeet     | 51    |
| 199 | Schweiz     | Thomas Wegmüller   | 100   |

| Nr. | Land                       | Name                | Platz |
| --- | -------------------------- | ------------------- | ----- |
| 201 | Deutschland Bundesrepublik | Rolf Gölz           | A 17. |
| 202 | Niederlande                | Gert Jakobs         | 136   |
| 203 | Niederlande                | Frans Maassen       | 103   |
| 204 | Niederlande                | Jelle Nijdam        | 121   |
| 205 | Niederlande                | Twan Poels          | 114   |
| 206 | Belgien                    | Noël Segers         | ZÜ 9. |
| 207 | Niederlande                | Gerrit Solleveld    | 107   |
| 208 | Niederlande                | Patrick Tolhoek     | 99    |
| 209 | Belgien                    | Edwig Van Hooydonck | 110   |

| Nr. | Land        | Name                       | Platz  |
| --- | ----------- | -------------------------- | ------ |
| 211 | Australien  | Phil Anderson              | 38     |
| 212 | Belgien     | Johan Capiot               | ZÜ 2.  |
| 213 | Niederlande | Jacques Hanegraaf          | 129    |
| 214 | Niederlande | Rob Kleinsman              | A 17.  |
| 215 | Niederlande | Peter Pieters              | ZÜ 10. |
| 216 | Niederlande | Eddy Schurer               | 132    |
| 217 | Niederlande | Jan Siemons                | 120    |
| 218 | Danemark    | Jesper Skibby              | 41     |
| 219 | Belgien     | Jean-Philippe Vandenbrande | 77     |

A: Aufgabe während der Etappe, NA: nicht zur Etappe angetreten, S: suspendiert/ausgeschlossen, ZÜ: Zeitüberschreitung